# Golden State Warriors
Golden State Warriors är ett basketlag från Oakland i Kalifornien, som bildades 1946 och som spelar i NBA där de tillhör Pacific Division i Western Conference. Inför säsongen 1970/1971 flyttades laget från San Francisco och bytte namn till Golden State Warriors. Laget har fått smeknamnet Dubs, en förkortning av det engelska ordet för W, "double-U".
Kända spelare som spelat i Warriors är bland andra Wilt Chamberlain (som bland annat 1962 gjorde 100 poäng under en match med Philadelphia), Rick Barry, Chris Mullin och Stephen Curry.

## Historia
Laget bildades som Philadelphia Warriors och var med och spelade i den nybildade basketligan Basketball Association of America (BAA) säsongen 1946/1947.
Inför säsongen 1949/1950 var de ett av sammanlagt 17 lag, som var med när BAA slogs ihop med den rivaliserande basketligan National Basketball League (NBL) och grundade National Basketball Association (NBA). Dessförinnan var Philadelphia Warriors det första laget som vann BAA-mästerskapet (säsongen 1946/1947), efter finalvinst mot Chicago Stags med 4-1 i matcher. Säsongen 1947/1948 förlorade Philadelphia finalserien mot Baltimore Bullets med 2-4 i matcher.
Säsongen 1955/1956 i NBA vann Philadelphia sitt andra mästerskap, efter finalvinst mot Fort Wayne Pistons, även då med 4-1 i matcher.
Efter säsongen 1961/1962 flyttade laget till San Francisco i Kalifornien, och blev San Francisco Warriors. Redan den andra säsongen, 1963/1964, vann San Francisco Western Division och gick hela vägen till NBA-final. Finalserien förlorades mot Boston Celtics med 1-4 i matcher. Säsongen 1966/1967 lyckades San Francisco kopiera bedriften, där dock Philadelphia 76ers blev för svåra i finalen och vann med 4-2.
Inför säsongen 1971/1972 flyttades laget över San Francisco-bukten till Oakland och döptes om till Golden State Warriors, där Golden State är ett officiellt tillnamn på Kalifornien. Laget lyckades säsongen 1974/1975 vinna sin tredje NBA-titel efter finalvinst mot Washington Bullets med klara 4-0 i matcher trots fyra jämna matcher.
Efter finalvinsten 1975 tillhörde Golden State Warriors under en lång period oftast bottenlagen i ligan, och lyckades endast ta sig till slutspel sju gånger.
Säsongen 2014/2015 var laget tillbaka på toppen och vann sin fjärde NBA-titel, den första titeln på fyrtio år. Man finalslog Cleveland Cavaliers med 4-2 i matcher. Andre Igoudala utsågs till NBA Finals Most Valuable Player Award.
Säsongerna 2016/2017 och 2017/2018 vann Warriors ligan två år i rad mot Cleveland Cavaliers med 4-1, respektive 4-0 i matcher. Kevin Durant utsågs till NBA Finals Most Valuable Player Award båda gångerna.
Säsongen 2021/2022 vann Warriors sin sjunde NBA-titel efter de finalslog Boston Celtics med 4-2 i matcher. Stephen Curry utsågs till NBA Finals Most Valuable Player Award.

## Spelartruppen 2025/2026
Senast uppdaterad: 27 juni 2025.

Alla spelare som har kontrakt med Golden State Warriors. Spelarnas löner är i amerikanska dollar och är vad de skulle få ut om spelarna vore i NBA-truppen under hela säsongen.
| Nr                                |               | Namn                 | Pos   | Lön 25/26   |        | Kontrakt | Kom till laget | Kom ifrån               |
| --------------------------------- | ------------- | -------------------- | ----- | ----------- | ------ | -------- | -------------- | ----------------------- |
| 2                                 | USA           | Brandin Podziemski   | SG    | $3 687 960  | [ 4 ]  | 2027     | 2023           | Santa Clara Broncos     |
| 4                                 | USA           | Moses Moody          | SG    | $11 574 075 | [ 5 ]  | 2028     | 2021           | Arkansas Razorbacks     |
| 7                                 | Bahamas       | Buddy Hield          | SG    | $9 219 512  | [ 6 ]  | 2028     | 2024           | Philadelphia 76ers      |
| 10                                | USA           | Jimmy Butler         | SF/SG | $54 126 450 | [ 7 ]  | 2027     | 2025           | Miami Heat              |
| 15                                | Brasilien     | Gui Santos           | SF    | $2 221 677  | [ 8 ]  | 2026     | 2023           | Santa Cruz Warriors     |
| 21                                | Nederländerna | Quinten Post         | C/PF  | $1 955 377  | [ 9 ]  | 2026     | 2024           | Boston College Eagles   |
| 23                                | USA           | Draymond Green       | PF/SF | $25 892 857 | [ 10 ] | 2027     | 2012           | Michigan State Spartans |
| 30                                | USA           | Stephen Curry        | PG    | $59 606 817 | [ 11 ] | 2027     | 2009           | Davidson Wildcats       |
| 32                                | USA           | Trayce Jackson-Davis | PF/C  | $2 221 677  | [ 12 ] | 2027     | 2023           | Indiana Hoosiers        |
| --                                | USA           | L.J. Cryer           | PG    | $1 272 868  | [ 13 ] | 2026     | 2025           | Houston Cougars         |
| --                                | USA           | Chance McMillian     | PG/SG | $1 272 868  | [ 14 ] | 2026     | 2025           | Texas Tech Red Raiders  |
| Tvåvägskontrakt                   |               |                      |       |             |        |          |                |                         |
| Nr                                |               | Namn                 | Pos   | Lön 25/26   |        | Kontrakt | Kom till laget | Kom ifrån               |
| 44                                | Kanada        | Jackson Rowe         | PF    | $636 434    | [ 15 ] | 2026     | 2025           | Santa Cruz Warriors     |
| Positioner: PG – SG – SF – PF – C |               |                      |       |             |        |          |                |                         |

### Spelargalleri

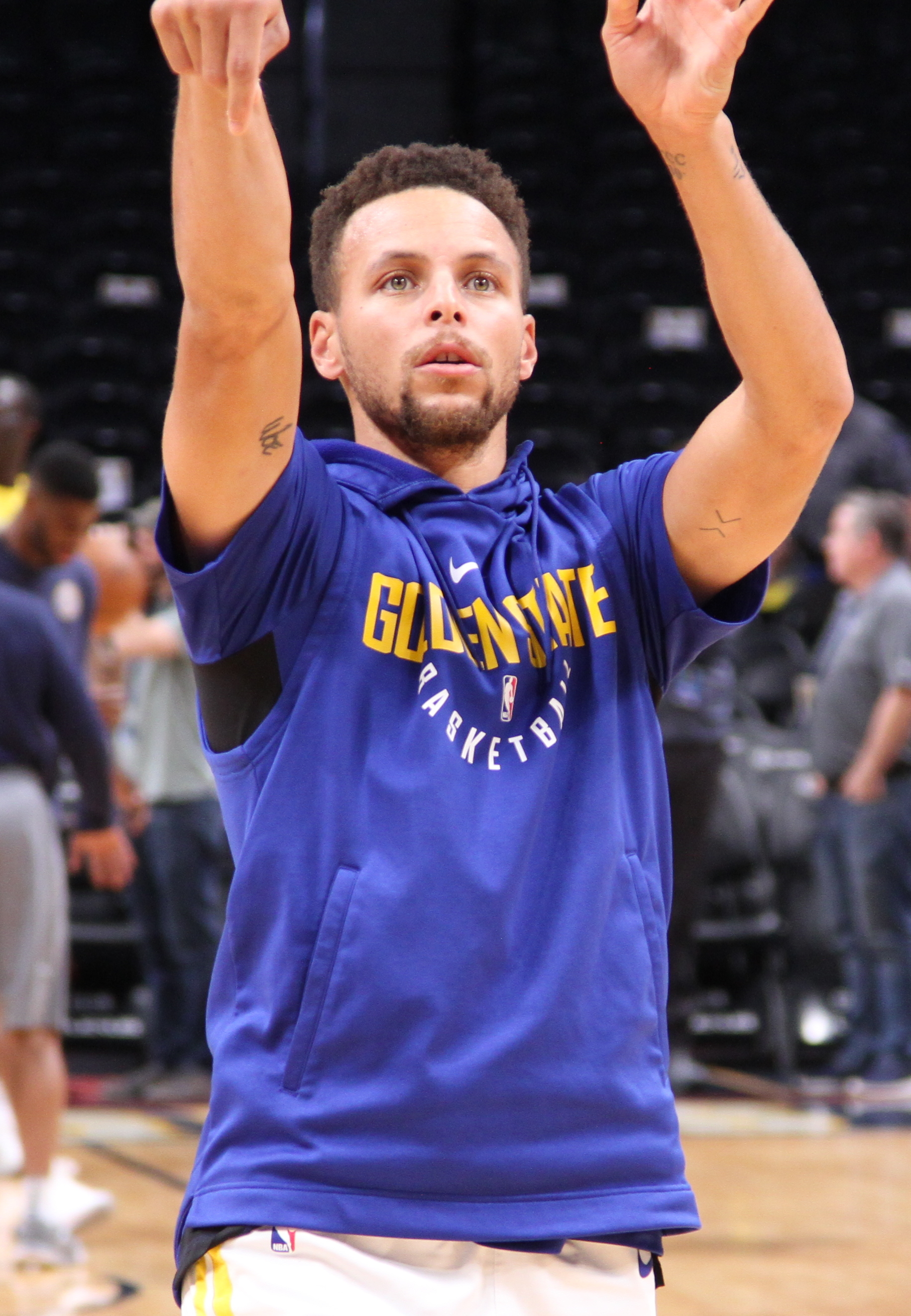
Stephen Curry
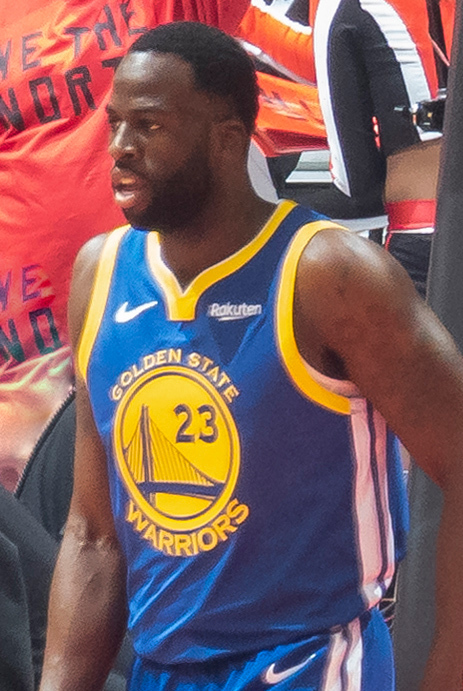
Draymond Green

## Meriter
- BAA-mästare: 1946/1947
- NBA-mästare: 1955/1956, 1974/1975, 2014/2015, 2016/2017, 2017/2018
- Conference-mästare: 1946/1947, 1947/1948, 1955/1956, 1963/1964, 1966/1967, 1974/1975, 2014/2015, 2015/2016, 2016/2017, 2017/2018, 2018/2019
- Divisions-mästare: 1947/1948, 1950/1951, 1955/1956, 1963/1964, 1966/1967, 1974/1975, 1975/1976, 2014/2015, 2015/2016, 2016/2017, 2017/2018, 2018/2019